# همپتون (جورجیا)
همپتون، جورجیا (به انگلیسی: Hampton, Georgia) یک شهر در ایالات متحده آمریکا با جمعیت ۶٬۹۸۷ نفر است که در جورجیا واقع شده‌است.

## موقعیت جغرافیایی
موقعیت جغرافیایی شهرها و مناطق اطراف به شرح زیر است: